# Меррилл, Уильям Альфонсо
Уи́льям Альфо́нсо Ме́ррилл (англ. William Alphonso Murrill; 13 ноября 1869 — 25 декабря 1957) — американский ботаник и миколог.

## Краткая биография
В 1897 году Уильям Меррилл получил степень доктора философии в Корнеллском университете. С 1904 года работал заместителем смотрителя, а с 1919 года — смотрителем гербария и библиотеки Колумбийского университета. Также Меррилл работал во Флоридском университете. Описал множество видов грибов из порядков агариковых и полипоровых.

## Научные работы
Уильям Меррилл издал более пятисот различных публикаций в журналах и книг.

## Организмы, названные в чести Уильяма Меррила
- Amanita murrilliana Singer 1951
- Clavaria murrillii Coker 1923 (=Ramaria murrillii)
- Clitocybe murrilliana Raithelh. 1985
- Collybia murrilliana Singer 1951 (=Collybia maculata)
- Corticium murrillii Burt 1926
- Daldinia murrillii Lloyd 1919
- Entoloma murrillii Hesler 1967
- Ithyphallus murrillii E. West 1941
- Lactarius murrillianus A.H. Sm. & Hesler 1962
- Marasmius murrillianus Singer 1952 (=Xerula setulosa)
- Murrilloporus Ryvarden 1985 (=Heterobasidion)
- Phlebia murrillii W.B. Cooke 1956
- Pholiota murrillii A.H. Sm. & Hesler 1968
- Polyporus murrillii Lloyd 1919 (=Antrodiella murrillii)
- Psalliota murrillii Copel. 1905
- Psathyrella murrillii A.H. Sm. 1972
- Pseudobaeospora murrillii E. Horak 1964
- Russula murrillii Burl. 1913 (=Russula turci)
- Sarcodon murrillii Banker 1913 (=Sarcodon underwoodii)
- Tricholoma murrillianum Singer 1942 (=Tricholoma ponderosum)
- Xenosperma murrillii Gilb. & M. Blackw. 1987